# Pectinophilus ornatus
Pectinophilus ornatus is een eenoogkreeftjessoort uit de familie van de Mytilicolidae. De wetenschappelijke naam van de soort is voor het eerst geldig gepubliceerd in 1988 door Nagasawa, Bresciani & Lutzen.